# 特殊学校

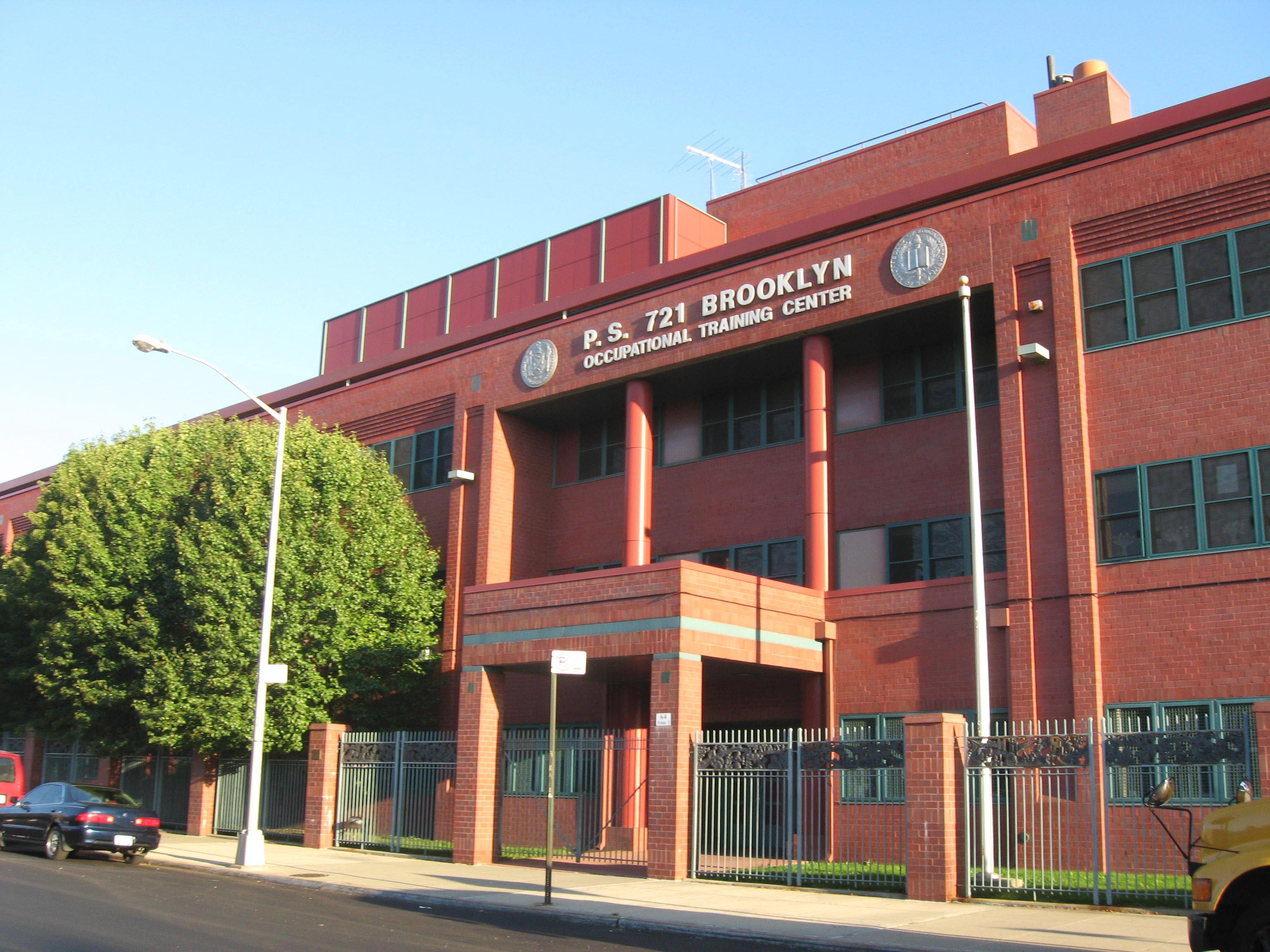
アメリカ・ニューヨーク州の支援学校P.S. 721

特殊学校（とくしゅがっこう）英語(special school)は、重篤な学習障害や、身体障害、行動障害などの問題を抱え、特殊養育の必要をもった生徒たちを対象とする学校。特殊学校は、何らかの追加的な対処が必要となる児童に適切な特殊教育を提供するという特定の目的に沿って設計され、スタッフを揃えている。特殊学校で学んでいる生徒たちは、通常は一般の学校での授業には出席しない。
日本では2000年代はじめに「特殊教育」を「特別支援教育」と位置づけ直し、表現も改めるようになったため、特殊学校と総称されていた盲学校、聾学校、養護学校も、一般的に特別支援学校と呼ばれるようになっている。このため、この時期以降の日本語の文献で、他国の特殊学校に言及する場合にも「特別支援学校」と表現する例もあるが、日本以外については「特殊学校」という呼称も引き続き使われている。
なお、イタリアでは盲学校や聾学校が設置されていたが1992年2月5日基本法第104号によって、障害の有無に関わらず、全ての子どもが地域の学校に就学することが保障されることとなり、機能診断を提出して学校で支援を受けるシステムに移行している。また、フランスでは2005年2月11日「障害者の権利と機会の平等、参加と市民権のための法」が成立し、まず居住地に最も近い通常学校を学籍校として登録する制度となり、保健省管轄の教育施設や国立遠隔教育センターでの通信・訪問教育を受ける場合でも学籍校の学籍が保持される。

## 概要
特殊学校は、個々の生徒ごとに特化した必要に応じて、個別化された教育を提供する。教員数に対する生徒数の比率は低い水準に保たれており、必要とされる内容によっては、しばしば1:6（教員ひとりあたり生徒数6人）以下となっている。特殊学校には、その他にもソフト・プレイ・エリア、感覚室、プールなど、生徒たちに一定の状態について教えていくために必要な様々な施設が設けられていることがある。
近年では、インクルージョン教育の普及により特殊な必要を抱えた生徒たちであっても普通学校で教育を受ける例が増えており、特殊学校の収容人員は減少しつつある。しかし、今後も、通常の教室環境には適さない学修上の必要を抱え、必要とする支援の水準を提供するためには特殊な教育とリソースが要る児童は常に一定数存在することであろう。生徒が特殊学校で学ぶことが必要な障害の例としては知的障害が挙げられる。しかし、アメリカ合衆国の学校区では、個別障害者教育法に義務づけられている「より制限のない環境」という観点から、知的障害をもつ生徒を特殊学校に学ばせることを嫌う向きもある。
特殊学校に代わる方策としては、特別ユニット (special unit)、特殊学級 (special classroom)、あるいは、自給自足学級 (self-contained classroom) と称される、普通教育を提供する大きな学校の中に、特殊な必要をもった生徒たちだけを集めた教室を設けるものがある。こうした学級は、特殊な訓練を受けた教師が担当し、特殊な必要を抱えた個々の生徒なり、少数の生徒たちの集団に対して、特定の、個別化された指導を提供する。自給自足学級という表現は、普通教育を行なう学校の中にありながら、生徒たちが、常に自分たちだけでの教室にだけいるか、一部の授業だけを普通の学級で受けることを指したものである。アメリカ合衆国では、一部の生徒が、一部の授業についてだけ普通教室以外で授業を受ける場所のことをリソース・ルーム (resource room) と呼ぶことがある。

## 特殊学校の歴史
世界で最初の特殊学校のひとつは、1784年にパリに開設された国立青年盲学院であった。この施設は、全盲の生徒を教育する世界最初の学校であった。イギリスにおける聴覚障害者のための最初の学校は、1760年にエディンバラでトマス・ブレイドウッドによって開設され、視覚障害者のための教育は、1765年にエディンバラとブリストルで始まった。
19世紀における障碍者たちの様子や、彼らがおかれていた非人間的な生活や教育の状況は、チャールズ・ディケンズの文学作品に描かれている。ディケンズは、『荒涼館』や『リトル・ドリット』といった作品において、障碍者である登場人物に、他の人物と同様の、場合によってはそれ以上の、共感と洞察をもって性格づけをした。
こうした形で、障碍をもつ人々の虐げられた状況に関心が寄せられるようになった結果、ヨーロッパでは特殊学校の再整備など様々な改革が進められるようになった。一方、アメリカ合衆国では、改革はそれより遅れていた。20世紀半ばの時期には、特殊学校は受け入れられ、さらには促進された。障害をもつ生徒たちは、精神障害をもつ人々と一緒の施設に収容され、ほとんど教育らしい教育を受けなかった。
アメリカ合衆国における脱施設化の動きは、1970年代に施設の内情が公になったことから始まり、1974年に全障害児教育法が議論され、その後、個別障害者教育法 (IDEA)、障害者教育改善法 (Individuals with Disabilities Educational Improvement Act, IDEIA) と法整備が進んで実を結んだ。普通学校への特殊教育の統合は、1970年代から支持があり、高等教育における教員養成課程では、教室におけるインクルージョン教育について注意深く教えられ、卒業生に対しても、教室、個人、学校、地域など様々なレベルにおけるインクルージョン教育を何十年にもわたって指導し、デュアル・ライセンスをもった「正規教師 (regular teachers)」の育成が進められた。
1997年の個別障害者教育法の改正によって、アメリカ合衆国の学区は、中程度から重度の特殊な必要を抱えた生徒たちを、通常の学校システムへと、徐々に統合していくことになった。これによって、多くの学区における特殊教育サービスの形態や機能が変化することになり、各学区が生徒一人当たりのコストを見直したことで、特殊学校で学ぶ生徒の数は確実に減少を続けた。一部の学校や学区では、一般的な出身のジレンマを生じ、また、学校側の評価の捉え方を変え、正式な「インクルージョン」の概念を、教師、生徒、保護者に広めることとなった。